# Hers-Vif
Cet article concerne l'Hers-Vif coulant dans l'Ariège, l'Aude et la Haute-Garonne. Pour l'Hers-Mort coulant dans la Haute-Garonne, voir Hers-Mort.
L'Hers [ɛʁs] est le nom de deux rivières du Sud-Ouest en France, l’Hers-Vif et l’Hers-Mort.

## L'Hers-Vif
L'Hers-Vif (ou Grand Hers ou Hers) est l'affluent le plus important de l'Ariège dans laquelle il se jette en rive droite à Cintegabelle (Haute-Garonne).

## Toponymie

### Noms du lieu
L'Hers-vif s'appelle l'Èrç en occitan.

### Historique du nom du lieu
Les attestations anciennes de l’Hers sont « Super fluvium Yrce Alba, 959 (Gall. christ., XIII, Instr., c. 226). Irce, 968 (H. L., V, pr. 116, 3°). Irce Alba, 969 (Gall. christ., XIII, Instr., c. 227). Flumen de Ercio, 1002 (H. L., V, pr. 162). Ercium, 1010 (Gall. christ., VI, Instr., c. 21). Eres, 1o34 (H.L., V, pr. 201). Hircium, 1o35 (Gall. christ, XIII, Instr., c. 239). Fluvium Hert, 1110 (ibid., c. 14). Super ripam Erz, 1119- (H. L., V, pr. 468, 1°). Flumen Yrcii, 1173 (Arch. nat., J 3o3). Ercis, 1193 (Doat, 83, f. 222). Hercium, 1195 (ibid., f. 224). Flumen Ircium quod vocatur Alba, 1198 (Gall. christ., XIII, Instr., c. 233). Flumen Yrtii, 13o8 (Vida!, p. 69). Lert, XVIIIe s. (c. de Cass.). ».
L'Hers sert dans son cours supérieur de frontière entre les Ciuitates Tolosatium (Toulouse) et Narbonensium (Narbonne).

### Interprétation et étymologie
C’est aussi le nom de plusieurs lieux-dits qui ne sont pas des hydronymes :
- Hers,
  - à Montespan (Haute-Garonne) à la limite du territoire de l’archiprêtré d’Izaut avec celui de Salies,
  - à Mancioux (Haute-Garonne) et à Roquefort-sur-Garonne (Haute-Garonne), tous deux de part et d’autre de la Garonne à la limite du territoire de la Ciuitas Convenarum (Comminges) avec celui de la Ciuitas Tolosatium (Toulouse),
  - à Blaziert (Gers), à la limite du territoire de la Ciuitas Ausciorum (Auch), avec celui de la Ciuitas Uasatica (Vasates),
  - à Lay-Lamidou (Pyrénées-Atlantiques), à la limite du territoire de la Ciuitas Illoronensium (Oloron) avec celui de la Ciuitas Benarnensium (Lescar) ;

- avec un article :
- l'Hers à Villemagne (Aude), à la limite du territoire de la Ciuitas Tolosatium (Toulouse) avec celui de la Ciuitas Narbonensium (Narbonne) ;

-  avec cet article agglutiné :
- Lhers à Accous (Pyrénées-Atlantiques), au fond d’une vallée pyrénéenne à la limite de Gallia (la Gaule) et Hispania (l’Hispanie) ;
- Lers
  - à Anla (Hautes-Pyrénées) à la limite de la Barousse,
  - à Aste-Béon (Pyrénées-Atlantiques) à la limite du territoire de la Ciuitas Illoronensium (Oloron) avec celui de la Ciuitas Benarnensium, **(Lescar), Lers du Beon en 1443 (reg. De la Cour Majour, B. 1, f° 122),
  - Lertz en 1486 (not. D’Ossau, n° 1, f° 63)[4],
  - à Caux-et-Sauzens (Aude) proche de la limite du territoire de la Ciuitas Narbonensium (Narbonne) avec celui de la Ciuitas Tolosatium (Toulouse),
  - à Plassac (Gironde) non loin de la limite du territoire de la Ciuitas Burdegalensium (Bordeaux) avec celui de la Ciuitas Santonum (Saintes),
  - l'étang de Lers et le port de Lers dans le massif de Lherz (Ariège) sont à la limite entre la Ciuitas Tolosatium (Toulouse) et la Ciuitas Consorannorum (Couserans).

De manière analogue au cas de l’Hérault (Hérault), où l’on observe Arauris, Ier se > Araur, 807 > Eraur, 990 > Hérault ou celui de l’Yèvre (Cher) où Avera, 841 > Yèvre, on peut déduire une forme plus ancienne pour Hers : *Arcium > Ercium > Hers. *Arcium semble bien correspondre à un type protoceltique ou même proto-indo-européen *ardi-, avec le sens de « pointe », « extrémité », « bord » que l’on retrouve dans le vieil irlandais aird, de même sens  et le mot bas latin arcia, qui signifie « borne, frontière ».

## Le cours de l'Hers

### L'Hers pyrénéen (ou Hers amont)

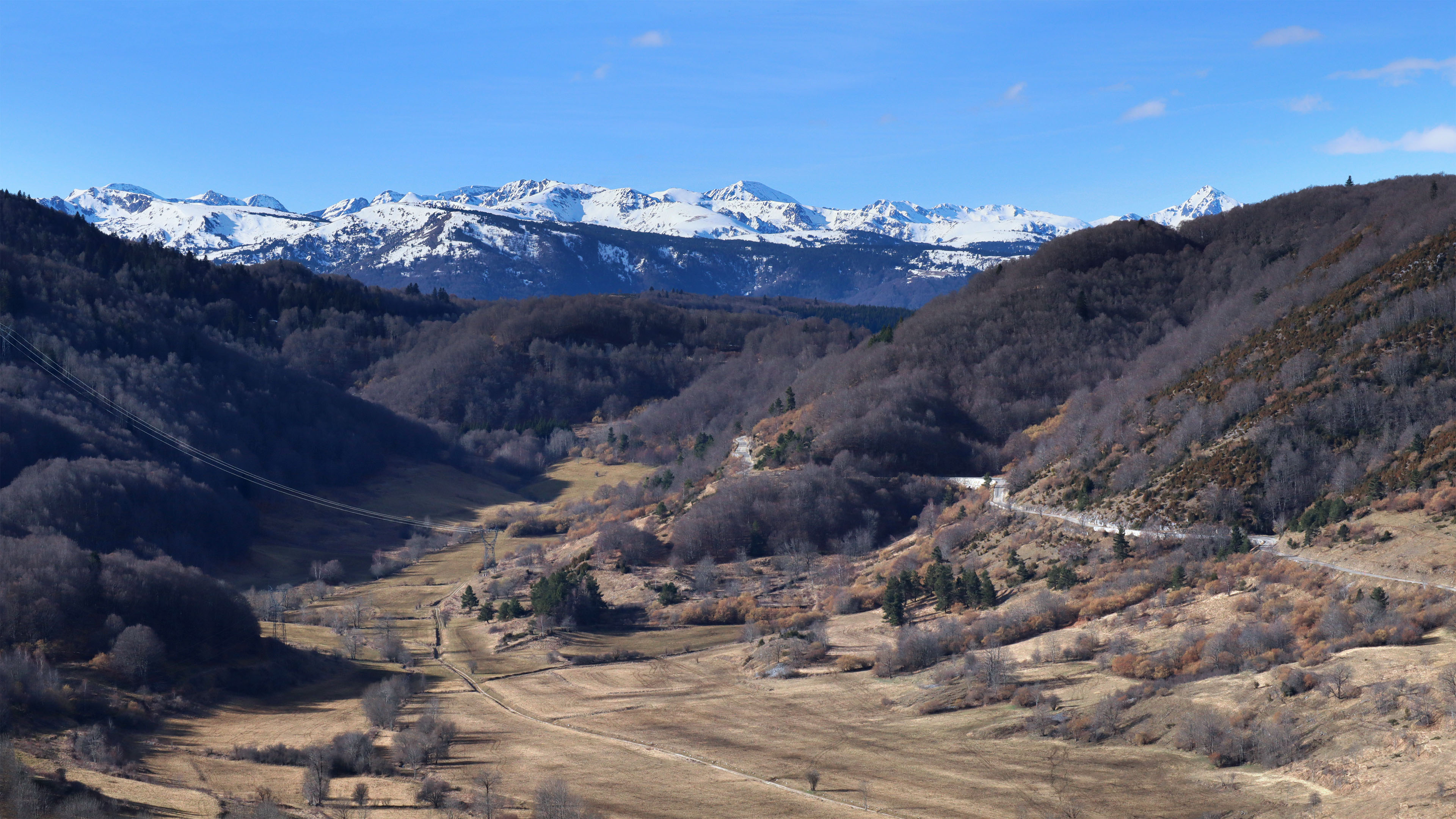
L'Hers dans le vallon de Prades (09), la source est dans le fond à gauche.

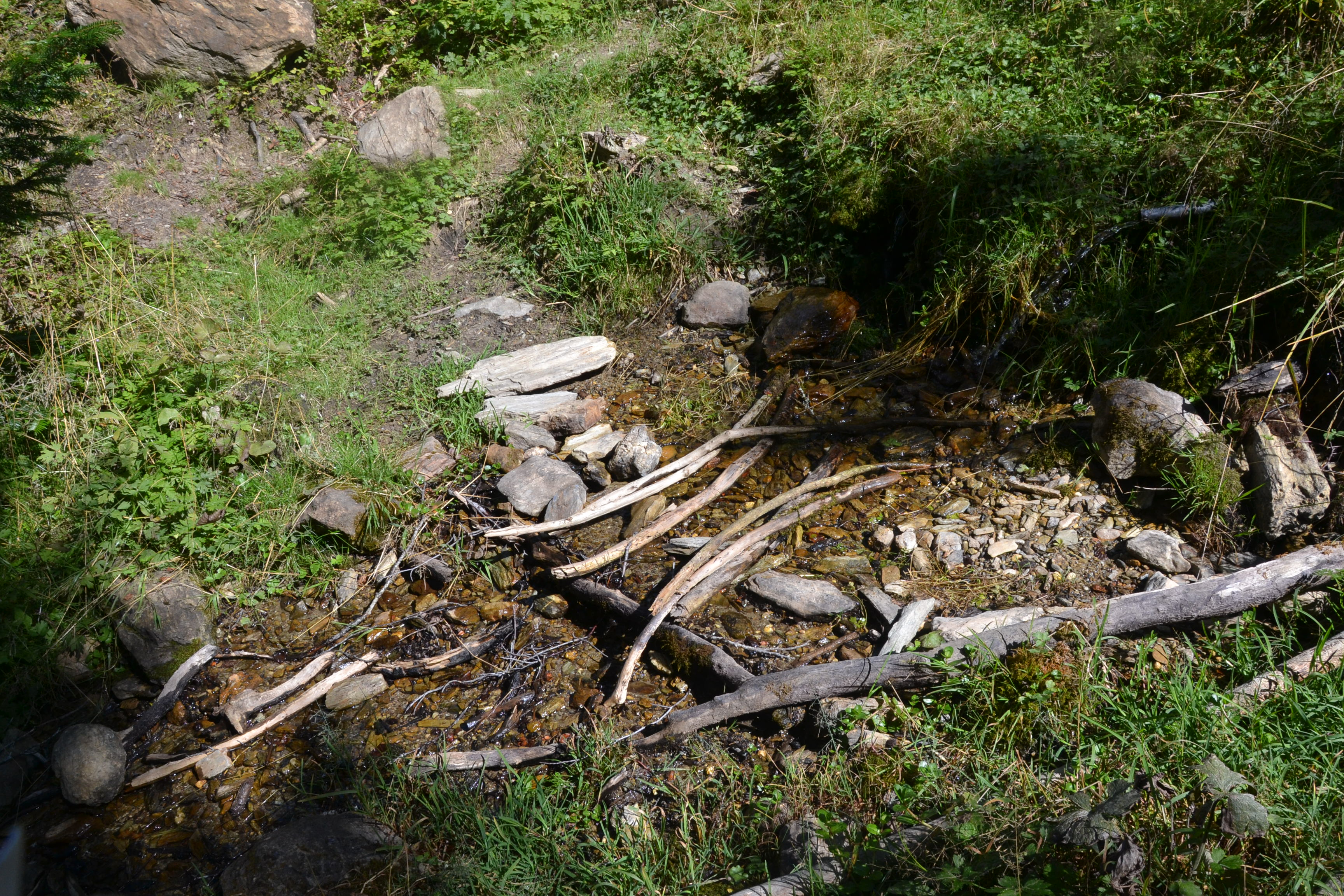
La source de l'Hers.

De 134,9 km de longueur, l'Hers-Vif prend sa source près du col du Chioula en Ariège, dans les Pyrénées, à une altitude d'environ 1 500 mètres et se nomme « Font de l'Hers » ou encore « Font du Drazet ».
Descendant dans la hêtraie puis dans les prés de fauche vers 1 200 mètres d'altitude, les premiers villages que rencontre l'Hers sont Prades et Comus. À la sortie de Comus, le torrent s'encaisse et se perd dans les profondes et étroites gorges de la Frau avant de renaître en partie à la sortie de ces gorges sous forme de plusieurs résurgences, dont l'exutoire saisonnier de la fontaine de l'Esqueille. Ayant reçu le renfort de quelques ruisseaux, notamment le ruisseau de Malard au niveau du moulin de l'Espine, l'Hers arrive à Fougax-et-Barrineuf 5 kilomètres plus loin. Là, il reçoit en rive gauche son premier affluent notable : le Lasset, torrent descendu du cirque lové entre les pics du Soularac (2 368 m) et du Saint Barthélémy (2 348 m). Cette origine élevée confère au Lasset un débit presque double de celui de l'Hers à leur confluent. De ruisseau, l'Hers devient alors une véritable petite rivière.
Celle-ci continue alors vers le nord-est et reçoit, en rive droite, les apports abondants de la fontaine intermittente de Fontestorbes. Cette énorme résurgence, l'une des plus importantes de France, restitue à l'Hers les eaux perdues dans la traversée des gorges de la Frau et y rajoute celles des précipitations tombées sur le plateau de Sault. Transformée et d'une ampleur encore augmentée par cet apport d'eau important, la rivière passe à Bélesta, puis traverse le Plantaurel par deux cluses et un tracé en baïonnette : est-ouest de Bélesta à l'Aiguillon, sud-nord dans la traversée du Plantaurel. À l'issue de la deuxième cluse du Plantaurel, au niveau du village du Peyrat, l'Hers-Vif quitte définitivement les Pyrénées.
Dans toute cette partie pyrénéenne de son cours, l'Hers se présente comme une rivière torrentielle aux eaux claires et rapides bondissant dans un lit caillouteux. En 35 kilomètres soit un quart de son parcours total, le cours d'eau aura dévalé de 1 500 à 410 mètres d'altitude soit les 5/6 de son dénivelé total. Le confluent avec l'Ariège se trouvant à 200 mètres d'altitude, l'Hers ne descend que de 210 mètres dans les 100 derniers kilomètres de son parcours. La pente est donc beaucoup plus faible à l'aval du Peyrat. Mais la décroissance est progressive, comme le passage du torrent pyrénéen à la rivière de plaine aux eaux plus lentes.
La suite du parcours de l'Hers peut donc être divisée en deux : la traversée du piémont pyrénéen (ou Hers Moyen) et la basse vallée.

### La traversée du piémont pyrénéen
Après Le Peyrat, l'Hers-Vif passe ensuite Sainte-Colombe-sur-l'Hers, reçoit le Riveillou en rive droite au Moulin de l'Evêque et arrive à Chalabre, capitale du Quercorb, où il reçoit successivement le Blau puis le Chalabreil en rive droite. Dans un paysage assez charmant de collines rurales, mêlant cultures, prés et bois au milieu desquels serpente le ruban de la rivière, s'égrainent ensuite les villages de Camon, Lagarde où l'Hers reçoit à gauche les eaux du Touyre et enfin Roumengoux et Moulin-Neuf où arrive à droite l'Ambronne. À ce niveau, le tracé sinueux mais jusqu'ici globalement dirigé nord-nord-est marque un coude vers l'ouest, alors que la vallée restée assez étroite (moins d'un kilomètre de large) s'élargit considérablement à l'approche de Mirepoix. Lorsqu'il parvient au pont de pierre de cette ville, l'Hers, qui s'est progressivement assagi, a alors acquis sa physionomie définitive, qu'il conservera désormais jusqu'au confluent avec l'Ariège.

### La basse vallée

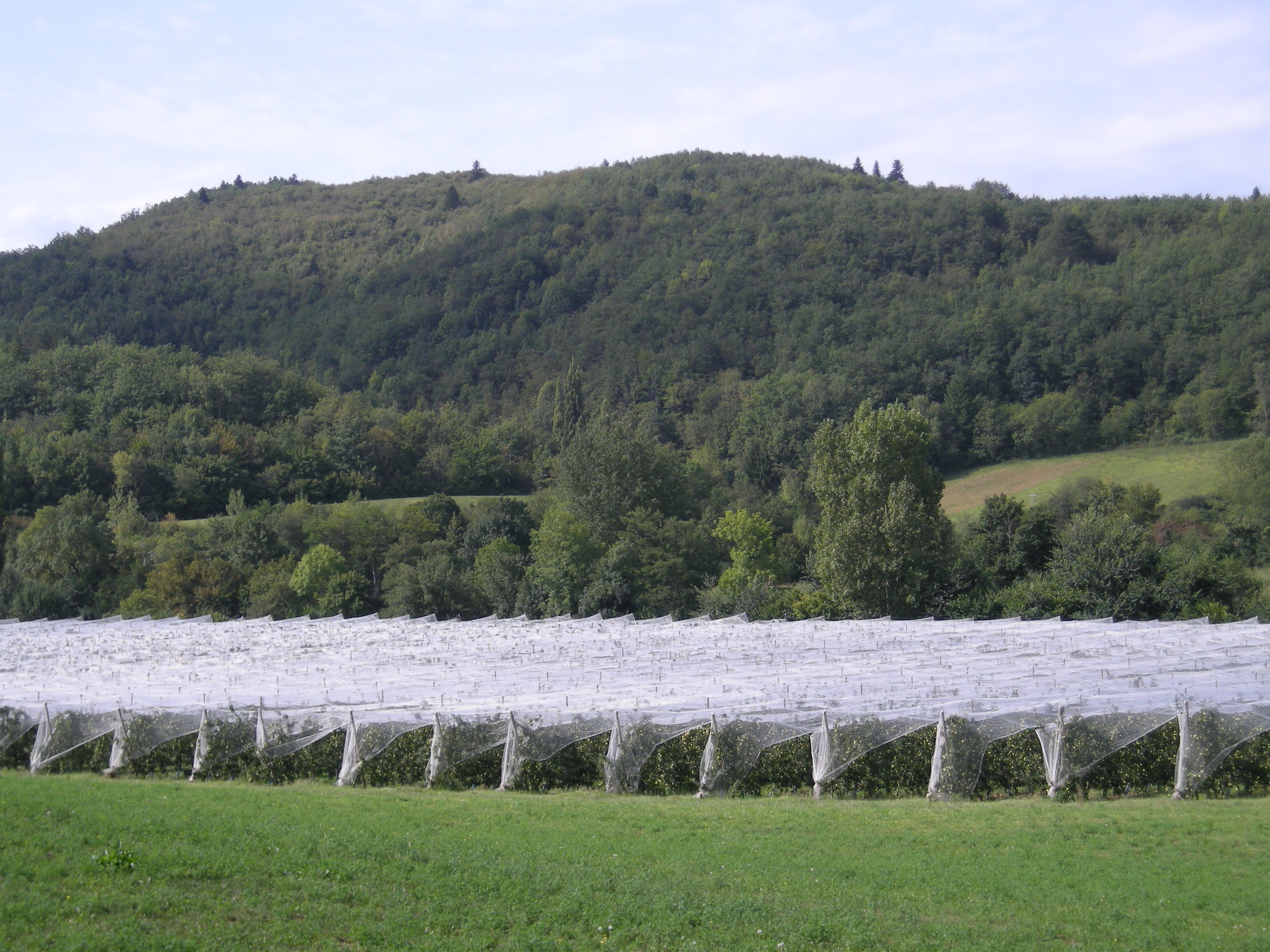
Vergers de pommiers le long de la rivière à Sonnac-sur-l'Hers.

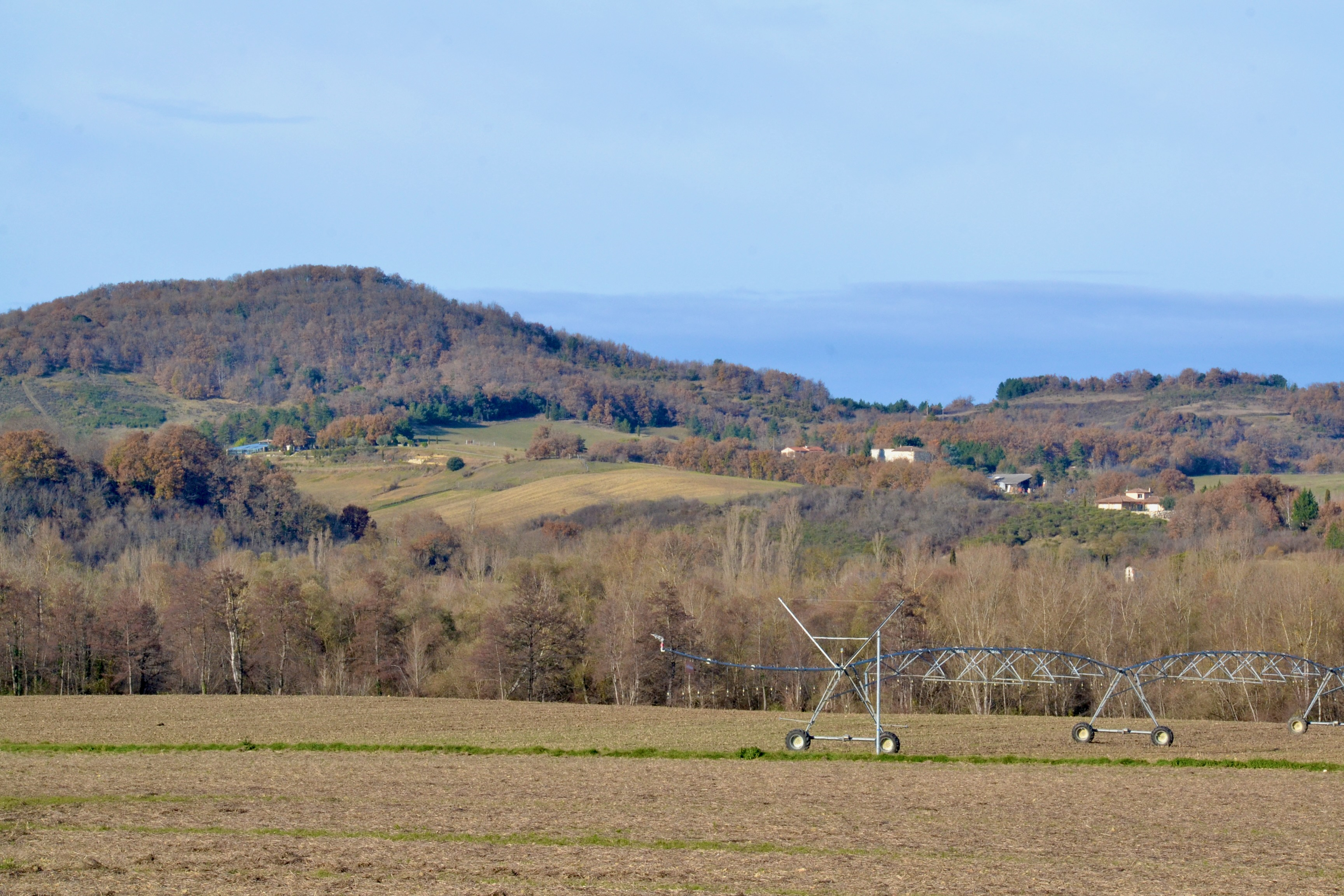
La vallée agricole de l'Hers près de Roumengoux, au pied des collines de la Piège.

La cité médiévale de Mirepoix marque ainsi l'entrée dans la basse vallée qui constitue un prolongement de la plaine de la basse Ariège. Jusqu'à son confluent, l'Hers longe les collines de la Piège puis du Terrefort, situées sur sa rive droite et qui constituent les rebords Sud et Ouest du Lauragais. La rive droite est ainsi assez abrupte car le cours d'eau est collé au coteau. La plupart des villages se trouvent d'ailleurs de ce côté de la rivière afin d'éviter les inondations. Au contraire, la rive gauche est plus plane, en partie inondable, et supporte les cultures de maïs et de tournesol irriguées à partir des eaux de la rivière dont le débit estival est renforcé depuis fin 1984 par le barrage de Montbel. Les champs laissent néanmoins la place à une végétation rivulaire fournie aux abords relativement préservés de la rivière (le cours aval de l'Hers est d'ailleurs inclus dans la liste des sites Natura 2000).

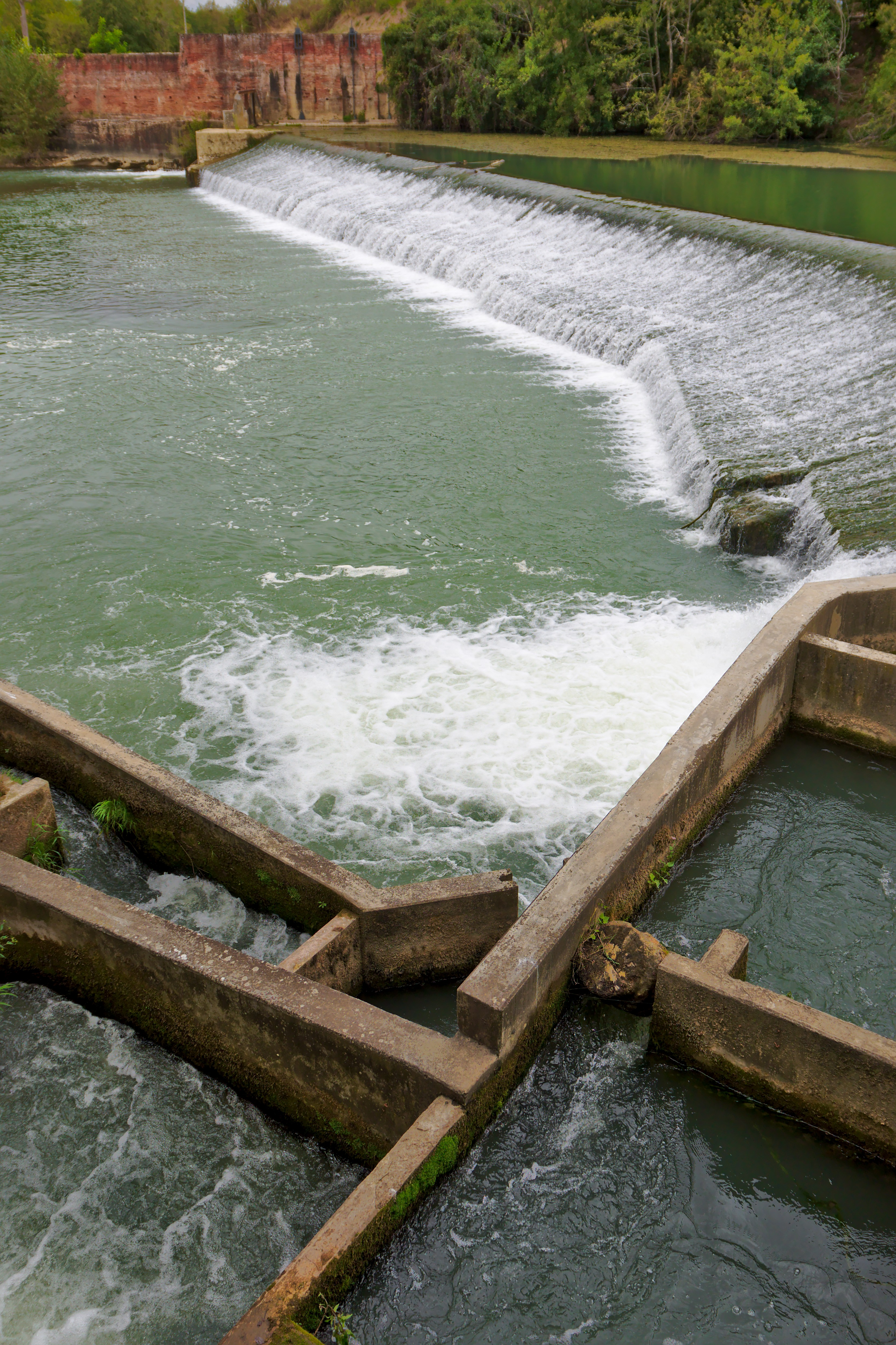
Dernier barrage et passage à poissons sur le Grand Hers, avant sa confluence avec l'Ariège.

C'est dans ce décor que l'Hers recueille les eaux du Douctouyre en rive gauche, juste avant de voir son tracé s'incurver de nouveau vers le Nord-Ouest, parallèlement à celui de l'Ariège mais à une dizaine de kilomètres à l'Est. L'Hers reçoit alors la Vixiège en rive droite, arrose Mazères, est traversé par l'autoroute A66, passe à Calmont et se jette dans l'Ariège en rive droite à quelques kilomètres en amont de Cintegabelle.

### Organisme gestionnaire
L'organisme gestionnaire est le SBGH ou Syndicat du bassin du Grand Hers.

## Principaux affluents
Les principaux affluents de l'Hers-Vif peuvent être classés en 3 catégories suivant leur origine :
- affluents pyrénéens : le Lasset (13,6 km), la fontaine intermittente de Fontestorbes et le Touyre (39,2 km) ;

- affluents du piémont pyrénéen : le Blau (16,1 km) et le Douctouyre (41,9 km) ;

- affluents des coteaux du Lauragais et du Razès : l'Ambronne (22,4 km) et la Vixiège (33,6 km) ;

- le ruisseau du Cazeret, 10,1 km ;
- le Raunier, 11,8 km ;
- le ruisseau de Saint-Sernin, 9 km ;
- l'Estaut, 19,5 km.

## Le barrage de Montbel
Comme indiqué en rubrique "Hydrologie" ci-après, le débit naturel de l'Hers en période estivale est souvent faible. Or, la rivière traverse de Mirepoix à Cintegabelle une plaine agricole largement tributaire de l'irrigation via les eaux de la rivière. Pour remédier à l'inconvénient que constitue pour l'agriculture cette faiblesse des étiages, le barrage-réservoir de Montbel situé en Ariège (60 millions de mètres cubes) a été mis en service entre 1984 et 1985. Il apporte un soutien d'étiage et garantit un débit suffisant dans l'Hers entre Camon et la confluence de l'Ariège du 1er juillet au 31 octobre. Ce barrage alimente en outre l'adducteur Hers-Lauragais, vaste réseau permettant l'irrigation du Lauragais audois et haut garonnais, et contribuant également marginalement à l'alimentation du canal du Midi en période de sécheresse sévère et au soutien d'étiage de l'Hers-Mort via des transferts d'eau vers le réservoir de la Ganguise. Les 60 millions de mètres cubes nécessaires à l'accomplissement de ces diverses missions proviennent des hautes eaux hivernales et printanières de l'Hers-Vif collectées par un aqueduc souterrain situé au niveau du Peyrat. La partie de la réserve destinée au soutien d'étiage de l'Hers est restituée à la rivière au niveau du village de Camon, un peu en amont du confluent du Touyre.
Si cet aménagement a un rôle largement bénéfique, notamment pour l'agriculture et pour le milieu aquatique remarquable de la basse vallée en évitant une baisse trop prononcée du débit en période estivale, il présente l'inconvénient d'assécher un tronçon d'environ 20 kilomètres de rivière entre Le Peyrat et Camon pendant la période de l'année où la rivière devrait au contraire connaître ses plus hautes eaux. Le débit réservé laissé à l'Hers à l'aval de la prise d'eau (qui peut dériver jusqu'à 10 m3/s), est en effet de 1,2 m3/s, ce qui correspond environ au débit moyen d'étiage du mois d'août, valeur à comparer avec les 5 à 7 m3/s qui constituent les apports mensuels moyens de la période hivernale et printanière. Le tronçon entre la prise d'eau et la restitution du lac est ainsi privé de près de la moitié de ses écoulements naturels et est donc plus sensible à la pollution des eaux, heureusement assez faible dans cette partie du bassin. En outre, les prélèvements agricoles et les transferts d'eau à l'extérieur du bassin versant privent l'Hers d'une partie de son écoulement (environ 10 % d'après le calcul mené plus loin). Les étiages étant plus soutenus grâce aux lâchers effectués, ce déficit apparait surtout entre novembre et mai et se traduit, comme on pourra le constater plus loin, par une baisse assez marquée de l'abondance en période de hautes eaux du fait du détournement du débit au niveau du Peyrat pour remplir la retenue et transférer de l'eau hors du bassin vers le réservoir de la Ganguise.

## Hydrologie

### Débit moyen, régime et étiages

#### L'Hers supérieur
Comme ses affluents le Touyre et le Lasset, tous deux issus du massif de Tabe (2 368 m), et comme la fontaine de Fontestorbes qui collecte les eaux de ce même massif et du plateau karstique du pays de Sault, l'Hers supérieur est alimenté par les Pyrénées et voit son régime influencé à la fois par les pluies abondantes qui tombent sur les montagnes (de 1 000 mm par an au pied des reliefs jusqu'à 2 000 mm ou plus sur les sommets les plus élevés) et par la fonte des neiges.
La station du Peyrat, localité du département de l'Ariège, située sur l'Hers à son débouché de la montagne dans le piémont pyrénéen, donne un aperçu très représentatif de l'hydrologie de la partie pyrénéenne du bassin.
Le débit de l'Hers y est observé depuis 1962. La surface ainsi étudiée est de 190 km2 c'est-à-dire environ 14 % de la totalité du bassin versant de la rivière.
Le module de la rivière au Peyrat est de 4,09 m3/s.
La rivière présente des fluctuations saisonnières de débit typiques d'un régime nivo-pluvial. En moyenne (moyenne effectuée sur la période 1962-2008), les hautes eaux se déroulent en hiver et surtout au printemps et poussent le débit mensuel moyen à des niveaux situés entre 4,68 et 7,38 m3/s de décembre à mai inclus (maximum en avril-mai). Ces hautes eaux sont liées aux pluies d'hiver et de printemps, auxquelles se rajoute la fonte des neiges entre mars et mai. C'est d'ailleurs la fonte des neiges qui détermine la position du maximum en avril et mai. Dès le mois de juin, par suite de l'épuisement du stock neigeux et de la hausse de la température, donc de l'évaporation, le débit diminue rapidement (4,29 m3/s en juin) pour aboutir à la période des basses eaux. Celles-ci ont lieu en été et en automne, de début juillet à fin octobre, avec une baisse du débit moyen mensuel allant jusqu'à 1,53 m3/s au mois d'août, ce qui représente encore 37 % du module et reste donc très consistant.
Le VCN3 quinquennal (c'est-à-dire atteint en moyenne une fois tous les 5 ans) est de 0,650 m3/s, ce qui est encore très satisfaisant et très loin d'être sévère. Cette abondance est liée aux importants apports de la fontaine de Fontestorbes, soutenues par les réserves accumulées dans le karst du plateau de Sault. Malgré les intermittences spectaculaires auxquelles elle doit sa célébrité (voir l'article sur Fontestorbes), cette résurgence ne voit que très rarement son débit moyen journalier descendre en dessous de 0,600 m3/s. Elle fournit ainsi environ 90 % du débit de l'Hers au Peyrat lors des étiages les plus sévères, l'Hers en amont du confluent étant quasiment réduit à un mince filet d'eau.
En raison d'une alimentation abondante par les pluies et la fonte des neiges, la lame d'eau écoulée dans le bassin de l'Hers au Peyrat est de 681 millimètres annuellement, ce qui est élevé, largement supérieur à la moyenne d'ensemble de la France (320 millimètres), et supérieur aussi à l'ensemble du bassin du versant de la Garonne (384 millimètres au Mas d'Agenais). Le débit spécifique (ou Qsp) atteint dès lors le chiffre élevé de 21,5 litres par seconde et par kilomètre carré de bassin pour l'Hers à sa sortie des Pyrénées.
Cette valeur de débit spécifique est partagée à peu de chose près par Fontestorbes et par le Touyre, dont le confluent se situe en aval du Peyrat. Ces deux affluents bénéficient eux aussi de l'abondance en eau du massif pyrénéen, véritable « château d'eau » du bassin de l'Hers.

#### L'Hers à Mazères-Calmont (près de la confluence avec l'Ariège)
Vers l'aval et par suite des apports des affluents venant des collines du Lauragais et du piémont pyrénéen (Blau, Douctouyre, Ambronne et Vixiège), le régime se modifie et l'alimentation s'appauvrit, surtout en période estivale.
Les stations HYDRO de Mazères (1966-2000) et de Calmont (depuis 1996), situées à peu de distance l'une de l'autre et qui contrôlent sensiblement la même surface (1330 et 1 350 km2 respectivement soit la quasi-totalité du bassin) devraient permettre d'avoir une idée des débits de l'Hers-Vif à sa confluence de l'Ariège sur une période de 42 ans.
Malheureusement, depuis 1985 et la mise en service du barrage de Montbel, ces débits sont fortement influencés et ne permettent pas d'avoir une idée réelle du débit naturel sur l'ensemble de la période.
On peut néanmoins tenter une reconstitution sur la période de 30 ans de 1978 à 2007, période la plus longue où toutes les données mensuelles des stations des affluents sont disponibles dans la Banque Hydro en ligne (www.hydro.eaufrance.fr).
Cette reconstitution, dont le graphe des débits moyens mensuels est présenté ci-dessous, fait la somme des débits des affluents/stations suivants : Hers/Le Peyrat, Touyre/Léran, Blau/Chalabre, Ambronne/Caudeval, Douctouyre/Vira et Vixiège/Belpech.
L'ensemble de ces stations représente une surface totale de 741 km2 sur les 1 330 km2 que l'on cherche à reconstituer.
Comme on peut le vérifier sur la courte période commune à toutes les stations, 1978-1985 où l'Hers à Mazères avait encore un débit naturel, les apports non jaugés (589 km2) ont un débit spécifique qui suit à très peu de choses près les variations de la somme (Blau/Chalabre + Ambronne/Caudeval + Douctouyre/Vira + Vixiège/Belpech), qui elle représente les écoulements d'une surface de 460 km2.
En faisant donc finalement pour chaque mois l'opération :
Hers/Le Peyrat + Touyre/Léran +(1+589/460)* (Blau/Chalabre + Ambronne/Caudeval + Douctouyre/Vira + Vixiège/Belpech),
on obtient une reconstitution crédible des débits naturels moyens de l'Hers à Mazères-Calmont sur la période 1978-2007.
Ces débits sont présentés sur le graphique ci-dessous :
Le débit moyen (module) naturel ainsi calculé vaut 15,2 m3/s pour 1 330 km2 de bassin à Mazères, près de la confluence avec l'Ariège. L'Hers fournit ainsi environ un quart (23 %) du débit total versé par l'Ariège à la Garonne (65 m3/s). La lame d'eau écoulée annuelle correspondante vaut 361 mm, valeur un peu supérieure à la moyenne d'ensemble de la France (320 millimètres), mais légèrement inférieure à l'ensemble du bassin du versant de la Garonne (384 millimètres au Mas d'Agenais). En tous les cas, on constate donc une diminution de près de la moitié de l'alimentation par rapport à la station du Peyrat, au pied des Pyrénées.
Côté régime hydrologique, sous l'influence conjointe des Pyrénées (Hers supérieur et Touyre) et des affluents venus du Lauragais et du piémont pyrénéen (Douctouyre, Blau, Ambronne et Vixiège), la rivière présente des fluctuations saisonnières de débit typiques d'un régime pluvial complexe à influence nivale. Ainsi, les hautes eaux se déroulent en hiver et surtout au printemps et poussent le débit mensuel moyen à des niveaux situés entre 18.52 et 27,59 m3/s de décembre à mai inclus. On peut distinguer 2 maxima équilibrés. Le premier (27,39 m3/s en février), qui n'apparaissait pas à l'amont, est lié à l'influence des pluies d'hiver sur les collines du Lauragais et du piémont pyrénéen (apports du Blau, du Douctouyre, de l'Ambronne et de la Vixiège notamment). Le second maximum (27,59 m3/s en avril) est lié à la conjonction d'écoulements en baisse mais encore importants sur les affluents du Lauragais et du piémont pyrénéen et de la fonte des neiges pyrénéennes qui gonfle, comme on l'a vu, le Touyre et l'Hers supérieur. Dès le mois de juin, la sécheresse s'installe sur les parties basses du bassin et la fonte des neiges est touche à sa fin sur les Pyrénées. Il en résulte une baisse très rapide du débit (11,68 m3/s en juin alors qu'on avait encore 23,12 m3/s en mai) pour aboutir à la période des basses eaux. Celles-ci ont lieu en été et en automne, de mi-juin à mi-novembre, avec une baisse du débit moyen mensuel allant jusqu'à 3,10 m3/s au mois d'août, ce qui sans être trop sévère, est significativement moins abondant qu'à l'amont, sur l'Hers au Peyrat et sur le Touyre à Léran. D'ailleurs, ces deux branches pyrénéennes fournissent à elles-seules les 2/3 du débit en août et septembre alors même qu'elles ne drainent que 20 % de la surface totale du bassin. Cette baisse importante du débit en été est la raison principale qui a motivé la construction du barrage de Montbel (voir plus bas).
Les effets de cet aménagement sont clairement visibles si on compare la reconstitution précédente aux observations réelles sur la même période 1978-2007 où le débit est influencé par le barrage (sauf une courte période entre 1978 et 1985 précédant la mise en service) :
Si le régime, dans ses grandes lignes, semble peu modifié, on note néanmoins plusieurs changements. Tout d'abord, de novembre à juin inclus, le détournement par la prise d'eau du Peyrat des hautes eaux de l'Hers amont pour remplir la retenue de Montbel se traduit par une baisse des écoulements moyens d'environ 1 à 4 m3/s. Le rythme des prélèvements suit le même rythme que les variations du débit de l'Hers au Peyrat et est donc maximal à la fonte des neiges (mars, avril et mai). Il en résulte l'effacement partiel du 2e maximum d'avril face à celui de février qui prend un avantage de 1,6 m3/s alors que les 2 maxima étaient équivalents dans les écoulements naturels : en captant la fonte des neiges des Pyrénées, le barrage de Montbel atténue l'influence nivale dans le régime de l'Hers.
En revanche, de juillet à octobre inclus, le débit mesuré est supérieur au débit naturel par suite du soutien d'étiage apporté par le barrage. La différence est faible en juillet et octobre grâce à des apports naturels encore suffisants en année moyenne pour ne pas nécessiter trop de soutien. On note en revanche une augmentation près de 2 m3/s (+60 % environ) par rapport à la situation naturelle pour août et septembre. Au total, le minimum reste quand même en août avec 4,87 m3/s. Cependant, à l'échelle journalière, pendant la campagne de soutien d'étiage qui dure du 1er juillet au 31 octobre, le débit ne doit pas descendre (et ne descend effectivement quasiment plus) sous le débit d'alerte de 3,2 m3/s fixé par le plan de gestion des étiages du bassin de la Garonne, afin de maintenir des conditions favorables à l'écosystème aquatique et à la pratique de l'irrigation.
Cette dernière activité, très développée dans la basse vallée s'allie à l'évaporation sur les 550 ha du plan d'eau de Montbel et aux transferts d'eau hors du bassin vers le Lauragais et notamment le réservoir de la Ganguise, pour diminuer le module qui n'atteint plus que 14 m3/s contre environ 15,2 m3/s dans l'état naturel.
Étant donné les effets de soutien du barrage de Montbel depuis 1985, nous avons utilisé la procédure VCN-QCN de la Banque Hydro pour scinder les données de la station de Mazères sur la période 1966-2000 en 2 parties 1966-1984 (débit naturel) et 1985-2000 (débit influencé). Le VCN3 augmente, passant respectivement de 1.80 à 2,20 m3/s et de 1,46 m3/s à 1,56 m3/s pour les périodes de retour 2 ans et 5 ans. Il reste par contre identique voire en légère baisse pour la période de retour 10 ans, passant de 1,30 m3/s à 1,29 m3/s. Cette augmentation des ériages fréquents est logique et en parfait accord avec l'influence du barrage. Étant donné l'objectif de débit affiché (4 m3/s) on s'attendrait néanmoins à ce que l'augmentation soit plus franche. En fait, un nombre non négligeable d'étiages, souvent même parmi les plus profonds de la chronique, ont lieu en octobre et novembre, lorsque la sécheresse de l'été se prolonge en automne. Comme Montbel n'assure règlementairement le soutien d'étiage que jusqu'au 31 octobre, il n'apporte aucun soutien. Ceci permet d'expliquer la faiblesse de l'augmentation du VCN3 par rapport à la situation naturelle et même la quasi-absence d'influence de Montbel sur les étiages les plus profonds, à partir de la période de retour 10 ans.
En tout état de cause, même si on n'atteint pas un degré de sévérité comme on en trouve dans la zone méditerranéenne, un VCN3 quinquennal de 1,50 m3/s environ est une valeur plutôt basse pour un cours d'eau de la taille de l'Hers qui draine un bassin de 1 350 km2.
Si on compare cette valeur avec ce qu'on trouvait au Peyrat (0,650 m3/s pour 190 km2), on s'aperçoit du contraste: ici un débit spécifique de 3.4 l/s/km2, là plus que 1.1 l/s/km2. On prend également conscience de l'apport précieux venant des Pyrénées dans de telles situations: sans ses attaches pyrénéennes, l'Hers pourrait en effet parfois être réduit à un mince filet d'eau ou même tomber à sec à Mazères-Calmont !

### Les crues
Comme on l'a vu, les étiages de l'Hers-Vif sont un peu moins accusés et son régime sensiblement modifié à l'aval du Peyrat depuis la mise en service de Montbel en 1985. En revanche, la surface du bassin intercepté par le barrage de Montbel (bassin de la Trière) ne représentant que 10 à 15 km2 (1 % du bassin total) et la prise d'eau du Peyrat sur l'Hers ne pouvant dériver que 10 m3/s au maximum vers la retenue, l'influence de l'aménagement sur les crues est négligeable et l'Hers a gardé son régime de crue naturel et fantasque.
Il ne faut en effet pas se fier à son aspect la plupart du temps bien calme et gentillet, car l'Hers Vif est une rivière redoutable et redoutée par ses riverains. Ses inondations sont extrêmement puissantes et colossales. Pour preuve, celle survenue le 16 juin 1289 et renforcée par la vidange brutale d'un lac naturel, situé sur le cours de son affluent le Blau dans la cuvette de Puivert (Aude), a entièrement détruit la ville de Mirepoix !
Ces crues surviennent généralement en hiver et au printemps. Elles sont généralement provoquées par des perturbations océaniques dans un flux d'Ouest ou Nord-Ouest qui, venant se bloquer sur les Pyrénées, donnent lieu à des pluies importantes et prolongées sur tout le bassin (crues océaniques pyrénéennes suivant la classification des crues de Maurice Pardé pour le bassin de la Garonne). La montée des eaux, souvent concomitante avec celle des autres affluents de la Garonne en amont de Toulouse, peut être très notablement amplifiée lorsque la pluie accompagnée d'un redoux provoque ou accélère la fonte des neiges sur les Pyrénées. Quelques épisodes, généralement intenses peuvent également survenir en automne ou en hiver à l'occasion d'averses méditerranéennes extensives par flux d'Est (la Méditerranée n'est qu'à 100 km du bassin), souvent en même temps que l'Aude, la Têt et le Tech, comme en septembre 1963, janvier 1981 ou décembre 1996. Dans ce cas, alors que l'Hers est en crue, il arrive assez fréquemment que l'Ariège, le Salat et la Garonne pyrénéenne restent stables ou ne montent qu'à peine. Dernière cause de crue, enfin, les orages estivaux parfois intenses. Cependant, les montées qu'ils génèrent, si elles peuvent être graves sur certains affluents et sur l'amont du bassin, ne sont généralement pas très intenses sur l'Hers moyen et aval car le phénomène est presque toujours localisé et non généralisé (exemples en juillet 2002, août 1999 et juin 2008 cités plus bas).
Côté statistiques, nous allons examiner les crues de période de retour 2, 5 et 10 ans au Peyrat et à Mazères-Calmont et nous les comparerons aux valeurs calculées pour l'Ariège à Foix, qui présente une surface de bassin comparable (voir tableau ci-après). Bien que les débits de période de retour plus importante soient effectivement calculés par la Banque Hydro, la longueur assez faible des chroniques de débit eu égard à la rareté des phénomènes en question et l'existence fréquente en hydrologie d'une cassure dans la distribution des crues aux alentours de la période de retour de 10 ans rendent les valeurs calculées par la procédure automatique entachées d'une grande marge d'erreur et souvent éloignées de la réalité.
| Nom      | Localité  | Débits en m3/s | Débits en m3/s | Débits en m3/s | Débits en m3/s | Surface (km2) |
| Nom      | Localité  | Module         | QIX 2          | QIX 5          | QIX 10         | Surface (km2) |
| -------- | --------- | -------------- | -------------- | -------------- | -------------- | ------------- |
| Hers-Vif | Le Peyrat | 4,09           | 56             | 79             | 94             | 190           |
| Hers-Vif | Mazères   | 15,7           | 310            | 480            | 590            | 1 330         |
| Ariège   | Foix      | 39.9           | 220            | 300            | 350            | 1 350         |

On peut s'apercevoir qu'effectivement, les crues de l'Hers sont puissantes, comme d'ailleurs celles des cours d'eau issus des Pyrénées et des collines du Sud-Ouest. Néanmoins, à l'amont, les crues sont en proportion à peine plus fortes que celles de l'Ariège à Foix. En effet, en hydrologie, on considère généralement que les crues de même période de retour de 2 bassins de tailles différentes sont d'une ampleur comparable si leur ratio est voisin du rapport des surfaces à la puissance 0.8. Or, entre Le Peyrat et Foix, ce rapport vaut 4.8, alors que le rapport des QIX vaut environ 3.8.
Par contre, à l'aval et pour des tailles de bassin identiques à moins de 2 % près, les crues de l'Hers à Mazères valent environ 1,6 fois celles de l'Ariège à Foix. L'Hers mérite donc bien sa réputation de rivière aux fortes crues et peut ainsi présenter très souvent un débit équivalent ou même supérieur à celui de l'Ariège au niveau de leur confluent, même si le bassin de cette dernière s'accroit encore de 600 à 700 km2 pour atteindre environ 2 000 km2 juste avant la jonction avec l'Hers.

#### Quelques crues remarquables
Pour illustrer les propos précédents, nous présentons ici quelques crues anciennes ou récentes qui ont pu marquer la mémoire collective ou présenter des caractéristiques particulières :
- 16 juin 1289 : Vraisemblablement une crue classique de printemps qui aurait sans doute dû passer inaperçue, si elle n'avait pas provoqué la rupture du barrage naturel qui retenait un lac dans la cuvette de Puivert (Aude) sur le cours du Blau. Cette rupture, sans doute favorisée par quelque action humaine visant à abaisser le niveau du lac pour gagner des terres cultivables, a provoqué une vague destructrice vers l'aval, qui a rejoint le cours de l'Hers au niveau de Chalabre (Aude), et qui a entièrement détruit la cité de Mirepoix, érigée en position basse sur la rive droite de l'Hers à l'époque romaine. À la suite de cette catastrophe, la ville a été rebâtie sur une terrasse insubmersible en face, sur la rive gauche de la rivière, par Guy de Lévis, suivant son plan et sa physionomie actuels. Elle conserve d'ailleurs une très belle place à couverts datant de cette époque.

- 22 juin 1802 : « l'aygat de la sanct jan 1802 » La crue, provoquée par un orage d'une extrême violence sur le massif de Tabe, le plateau de Sault et la haute vallée de l'Hers jusqu'à Bélesta, dévaste le village de Bélesta (de l'eau jusqu'au premier étage des maisons du centre du village les plus proches de la rivière !). L'Hers en furie charrie alors des arbres entiers avec leurs racines et l'eau est tellement haute que ces derniers franchissent le parapet du pont de pierre sans y toucher. Le parapet en question finit néanmoins par céder sous la pression de l'eau mais le pont résiste, ce qui n'est pas le cas des autres ponts ou chaussées construits sur la rivière.

- 23 juin 1875 : la plus forte crue connue sur l'ensemble du cours avec une cote de 4,45 m au pont de Mirepoix (6,50 m au-dessus de l'étiage !) et un débit de pointe estimé à plus de 1 500 m3/s à Mazères. L'Hers fournit alors plus de la moitié de sa crue à l'Ariège et 1/5 environ de celle de la Garonne à Toulouse ! La vallée est submergée des Pyrénées à l'Ariège. De nombreux ponts n'y résistent pas, dont celui de Mazères, ou encore le pont Rouge de Lavelanet sur le Touyre.

- octobre 1897 : Importante crue de l'Hers, 3e crue connue à Mirepoix avec 2,70 m.

- 6 février 1919 : Une des plus grosses crues du XXe siècle après celles de 1974, 1977 1981 et 1952 : autour de 600 m3/s à Mazères le 6 février.

- 12 décembre 1940 : Grosse crue de l'Hers, 500 m3/s à Mazères.

- 2 février 1952 : Comme l'ensemble des rivières du bassin de la Garonne en amont de Toulouse, l'Hers connaît une crue très importante, la 2e plus importante relevée à Mirepoix après celle de 1875 avec 3,65 m.

- 13 septembre 1963 : Crue d'origine méditerranéenne, aussi soudaine que violente sur l'ensemble du cours, de loin la plus forte connue sur le cours supérieur sur les 50 dernières années : la côte maximale a atteint 3,55 m au Peyrat, soit 88 cm de plus que la crue du 1er décembre 1996, la suivante au classement. Sur cette même station, le débit de pointe, lui, n'est pas connu mais vu les valeurs atteintes pour d'autres crues et les cotes correspondantes, il a sans doute largement dépassé les 200 m3/s !

- 21 et 22 mars 1974 : Troisième plus forte crue connue sur la période 1966-2005 à Mazères après celles de 1977 et 1981 avec un débit de pointe de 660 m3/s. Sur la même période, elle se classe quatrième à Mirepoix derrière celle de 1981, 1977 et 1991, mais seulement 7e au classement général avec une cote atteignant 1,85 mètre au pont de pierre, soit 4 mètres au-dessus de l'étiage ! Il s'agit d'une crue de printemps typique, l'averse étant généralisée à tout le bassin. Tous les affluents connaissent des débits puissants, notamment ceux de la partie centrale et orientale du bassin (Douctouyre, Touyre, Ambronne et Blau) Pour le Blau à Chalabre, la crue est même la plus forte enregistrée depuis 1961, à égalité avec celle de décembre 1996. Sur ce cours d'eau, le débit atteint alors 55,5 m3/s en moyenne journalière le 21 mars (56 fois son module !)

- 19 mai 1977 : 3e plus forte crue connue du XXe siècle sur le cours aval avec 1 070 m3/s à Mazères, et 2,2 m au pont de Mirepoix. Plus forte crue connue du Touyre qui atteint 164 m3/s en pointe au confluent et inonde un lotissement à Villeneuve d'Olmes. Troisième plus forte crue connue au Peyrat et à Bélesta, où l'eau passe par-dessus le tablier du pont de l'Église.

- 16 janvier 1981 : Crue d'hiver généralisée, d'origine méditerranéenne la 2e plus importante connue en aval au XXe siècle avec une pointe à 1 100 m3/s à Mazères et une cote maximale de 2,24 m au pont de Mirepoix. L'Hers apporte alors 5 fois plus d'eau que l'Ariège au confluent et fournit à lui seul près de la moitié de la crue de la Garonne à Toulouse et encore environ 1/4 à Bordeaux ! Grosses inondations un peu partout dans la vallée et sur les affluents, notamment entre Lavelanet et Laroque d'Olmes où le Touyre déborde largement, ou encore dans la vallée du Douctouyre qui connaît sa plus forte crue connue depuis 1968 avec un débit de pointe de 108 m3/s à Vira.

- 8 mai 1985 : Forte crue de l'Hers moyen (du Peyrat à Mirepoix). Plus forte crue connue de l'Ambronne à Caudeval avec une pointe à 35 m3/s, soit près de 100 fois le module.

- 9 mai 1991 : Forte crue à l'amont (100 m3/s au Peyrat, 6e plus forte crue connue) et vers Mirepoix (1,88 m au pont, troisième crue enregistrée depuis 50 ans). Inondations sur les communes de Camon et Teilhet. La crue est plus faible comparativement en aval (500 m3/s à Mazères) si on se réfère à la crue de mars 1974 qui avait atteint 660 m3/s à Mazères pour une cote équivalente à Mirepoix (1,85 m).

- 5 octobre 1992 : Crue d'automne puissante (caractère méditerranéen) sur la partie pyrénéenne du bassin (Hers amont et Touyre). La montée des eaux est particulièrement rapide : sur l'Hers au Peyrat, le débit passe entre le 4 et le 5 octobre de l'étiage (environ 1,5 m3/s) à un maximum 73 m3/s. De même sur le Touyre à Montferrier, d'environ 0,5 m3/s à 24 m3/s.

- 24 septembre 1993 : La crue est un peu moins puissante que celle survenue presque un an avant mais la montée est encore plus fulgurante puisque dans la matinée du 24 septembre, au Peyrat, on passe d'un étiage assez prononcé : 1 m3/s à un pic de crue de 48 m3/s (atteint vers midi.) Il s'agit encore d'une crue d'origine méditerranéenne, survenant dans un flux de Sud-Est et le même jour que des crues très importantes dans le bassin de la Durance et sur l'Arc de Maurienne.

- 1er et 8 décembre 1996 : Deux fortes crues à une semaine d'intervalle ! 1,50 m à Mirepoix, correspondant à un débit de pointe de 357 m3/s le 8 décembre à Roumengoux juste en amont. À Mazères, le débit maximal est de 500 m3/s les 2 fois. Celle du 1er décembre est la deuxième plus forte crue connue depuis 50 ans sur le cours amont. Ce jour-là, vers 1h30 du matin, le débit de pointe atteint 148 m3/s au Peyrat ce qui correspond à une cote de 2,67 m. À Bélesta, un pan du mur soutenant la berge droite de l'Hers juste en aval du pont de Delalaygue s'effondre dans la rivière vers 10 h du matin le 1er décembre. Il sera reconstruit en octobre 1997. À la sortie de l'Aiguillon, dans la cluse du Plantaurel, l'Hers submerge la départementale et interrompt la circulation pendant plusieurs heures dans la nuit du 30 novembre au 1er décembre. À Lavelanet, les voûtes de la couverture de l'Esplanade de la Concorde suffisent tout juste à contenir le Touyre et il s'en faut de peu pour que le centre-ville ne soit pas envahi par les eaux en furie. Sur l'Hers au Peyrat, la crue apparaît comparable à celle du 19 mai 1977 en moyenne journalière (76 m3/s en moyenne sur la journée du 1er décembre 1996 contre 75 m3/s le 19 mai 1977).

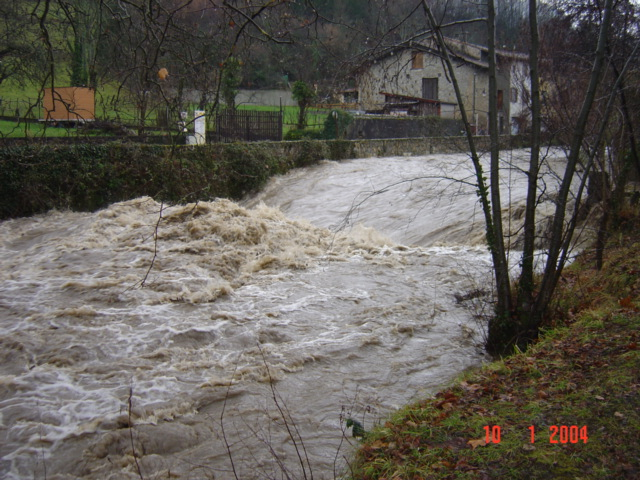
L'Hers-Vif en crue le 10 janvier 2004 à Bélesta (Ariège).

- 3 août 1999 : Une crue estivale, chose assez rare sur l'Hers mais qui montre bien que le risque existe en toute saison. Provoquée par de très violents orages généralisés à tout le bassin versant, particulièrement dans le secteur de Mirepoix, la crue est très rapide puisqu'on passe en quelques heures de l'étiage ou presque (autour de 8 m3/s) à un débit de pointe de 310 m3/s à Mazères-Calmont. Encore une fois, l'Hers se distingue en provoquant à lui-seul une crue de l'Ariège en aval puisque cette dernière en amont du confluent n'amène guère plus de 15 m3/s !!

- 11 juin 2000 : Crue généralisée à la suite de fortes pluies sur tout le bassin : 84 m3/s au Peyrat et 500 m3/s à Mazères au plus fort de la crue.

- 30 juillet 2002 : Crue localisée du Lasset, de l'Hers (en amont du Peyrat) ainsi que du Touyre à la suite d'un très gros orage dans la nuit du 29 au 30 juillet sur le massif de Tabe (cumul de 100 mm de pluie en 2 heures (source : Météo France)). Coulée de boue à la station de ski des Monts d'Olmes, située au niveau des sources du Touyre, lequel connaît sur son cours amont sa plus forte crue enregistrée depuis 1921, avec un débit de pointe de 25 m3/s à Montferrier (09).

- 10 et 24 janvier 2004 : Deux crues hivernales successives. Celle du 24, la plus forte des 2 a été amplifiée par un redoux et une fonte brutale de quantités importantes de neige dans les Pyrénées et le débit a atteint 106 m3/s au Peyrat (5e plus forte crue connue), environ 500 m3/s à Mazères-Calmont.

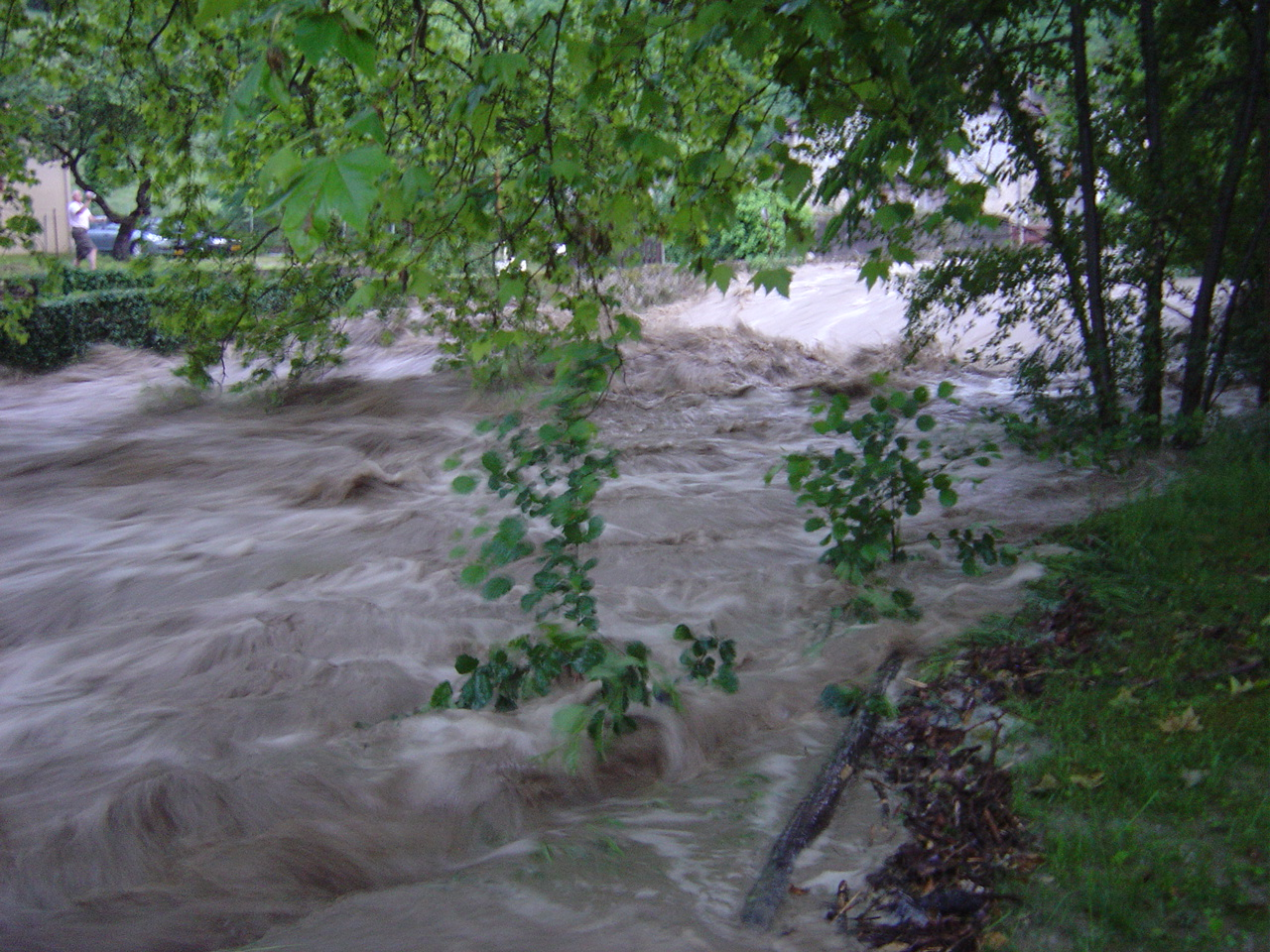
La crue du 11 juin 2008 à Bélesta (Ariège).

- Soirée du 11 juin 2008 : Crue très localisée de l'Hers en amont du Peyrat. Survenant sur un bassin saturé par les pluies orageuses de la nuit précédente et causée par plusieurs orages forts successifs ayant sévi entre 17 h et 21 h environ sur tout le haut du bassin, la crue est à la fois très forte et très rapide : en 4 h de temps, le niveau monte d'environ 2 m à Bélesta passant de 0,67 m à 17 h 45 à 2,67 m à 21 h 45, soit environ 7 à 130 m3/s à la station hydrométrique du Peyrat située plus bas. Ainsi cette crue se hisse à la 4e place des crues les plus fortes connues depuis l'ouverture de cette station en 1962, et à des niveaux à peine inférieurs à ceux des 2 plus fortes crues enregistrées depuis 40 ans : celles du 19 mai 1977 (2,95 m à Bélesta) et du 1er décembre 1996 (148 m3/s au Peyrat) ! Mais elle l'emporte sans conteste par la rapidité de la montée (presque 1 cm/min !!) Avec un tel débit et une telle rapidité, cette crue a eu des conséquences sur la partie amont de l'Hers : à Fougax-et-Barrineuf, le hameau de l'Espine et son moulin du XVIIIe siècle ont été en partie inondés par le ruisseau de Malard. Cet affluent de l'Hers a charrié des blocs, des branches, et même quelques arbres, érodant ses berges et doublant ainsi la largeur de son lit. Ces importantes érosions de berges se sont poursuivies sur l'Hers jusqu'au confluent du Lasset et dans une moindre mesure jusqu'à Bélesta ; entre L'Espine et Barrineuf puis entre Fontestorbes et Bélesta, l'eau a recouvert la départementale et interrompu la circulation ; de même entre l'Aiguillon et Lesparrou, dans la cluse du Plantaurel (près de la chaussée de l'Angélus) où quelques maisons ont également eu les pieds dans l'eau. À Bélesta, la rivière a débordé en plusieurs endroits sans néanmoins générer de dégâts notables et l'eau a « léché » le tablier du pont de l'Église. Partout, après la crue, on a pu constater que le lit de l'Hers s'était fortement modifié et que la rivière avait charrié quantité de sable, graviers, galets et même des blocs de calcaire de 50 cm à 1 m de diamètre qui se sont déposés dans son lit et sur ses bords. Vers l'aval, n'étant pas ou peu soutenue par les affluents (le Touyre et le Douctouyre ont peu réagi (10 m3/s à Lavelanet et environ 30 m3/s à Léran pour le Touyre) ; le Blau, l'Ambronne et la Vixiège n'ont pas réagi), la crue s'est rapidement affaissée pour n'atteindre plus que 70 m3/s à Mirepoix et à peine plus à Calmont, soit encore en dessous de la crue annuelle sur ces deux stations alors que la période de retour est de l'ordre de 20 à 30 ans vers le Peyrat. Mais en tous les cas, pour finir, cette crue tend à accréditer les témoignages des crues orageuses terribles du passé à Bélesta et sur la haute vallée de l'Hers, et notamment celui concernant la crue du 22 juin 1802.